# Bounoura
Bounoura là một đô thị thuộc tỉnh Ghardaïa, Algérie. Dân số thời điểm năm 2002 là 27.775 người.